# Niphotrichum japonicum
Niphotrichum japonicum là một loài Rêu trong họ Grimmiaceae. Loài này được (Dozy & Molk.) Bednarek-Ochyra & Ochyra mô tả khoa học đầu tiên năm 2003.